# Friedrich Husemann
Friedrich Husemann (* 13. Juni 1887 in Blasheim/Lübbecke; † 8. Juni 1959 in Wiesneck/Buchenbach) war ein deutscher anthroposophischer Arzt und Psychiater.

## Leben
Friedrich Husemann war der erste Sohn eines evangelischen Landpfarrers. Ursprünglich wollte er auch Theologie studieren (das tat später sein Bruder Gottfried), wechselte aber dann zur Medizin. Noch als Student lernte er Rudolf Steiner kennen; seine Ausbildung zum Facharzt für Psychiatrie schloss er 1920 ab.
Er entwickelte Anfang des 20. Jahrhunderts nach dem Leitbild der Anthroposophie ein abweichendes medizinisch-therapeutisches Konzept. Er gliederte es in die drei Bereiche
- leibliche Therapie durch Medikamente und äußere Anwendungen,
- künstlerische Therapie und
- Psychotherapie.

Friedrich Husemann gründete 1930 das Sanatorium Wiesneck, die heute nach ihm benannte Friedrich-Husemann-Klinik, Fachklinik für Psychiatrie und Psychotherapie in Buchenbach bei Freiburg im Breisgau, die sich auch noch heute wesentlich an Husemanns Arbeit orientiert. Während der Nazi-Zeit bemühte sich Friedrich Husemann um das Leben seiner Patienten und konnte bewirken, dass keiner von ihnen im Rahmen der „Vernichtung lebensunwerten Lebens“ den Nazi-Behörden zum Opfer fiel.
Er begründete das Standardwerk der Anthroposophischen Medizin, Das Bild des Menschen als Grundlage der Heilkunst, von dem er die beiden ersten Bände 1951 (Band 1) und 1956 (Band 2) herausgab. Ihm folgte in der Herausgeberschaft sein Mitarbeiter Otto Wolff.

## Werke
- Der Isenheimer Altar. Ein Versuch, seinen geistigen Gehalt zu ergründen. Buchenbach 1931
- Goethe und die Heilkunst. Betrachtungen zur Krise in der Medizin. Philosophisch-Anthroposophischer Verlag, Dornach 1935
  - 3., neubearbeitete Auflage mit dem Untertitel Einführung in die Denkweise einer neuen Medizin: Freies Geistesleben, Stuttgart 2002, ISBN 3-7725-0528-7.
- Vom Bild und Sinn des Todes. Entwurf einer geisteswissenschaftlich orientierten Geschichte, Physiologie und Psychologie des Todesproblems. Weise, Dresden 1938
- Wege und Irrwege in die geistige Welt. Freies Geistesleben (Studien und Versuche 1), Stuttgart 1962
- Der Isenheimer Altar. Die heilenden Kräfte in Raffaels Werk (Drei Vorträge). Freies Geistesleben (Studien und Versuche 10), Stuttgart 1969
- mit Otto Wolff als Herausgeber: Das Bild des Menschen als Grundlage der Heilkunst. Entwurf einer geisteswissenschaftlich orientierten Medizin, 3 Bände:
  - Band 1: Zur Anatomie und Physiologie. Weise, Dresden 1941; 11. durchges. A. 2003: Freies Geistesleben, Stuttgart, ISBN 3-7725-0529-5.
  - Band 2: Zur Pathologie und Therapie. Freies Geistesleben, Stuttgart 1956; 6. bearb. u. erw. A. 2000, ISBN 3-7725-0530-9.
  - Band 3: Zur speziellen Pathologie und Therapie. Freies Geistesleben, Stuttgart 1978; 4. A. 1993, ISBN 3-7725-0531-7.